# Historia de Haro
La historia de Haro en La Rioja (España) puede dividirse en cuatro fases. La primera etapa en la que iría creciendo lentamente con población proveniente principalmente de pequeños núcleos cercanos, bajo el señorío de los Haro, reyes de Castilla y condes de Alburquerque sucesivamente. Una segunda etapa como condado de los Velasco, bajo cuyo mando se iría modernizando la villa. Una tercera etapa a comienzos de la época contemporánea, marcada por la Guerras la Independencia y las Guerras Carlistas. Una cuarta donde la villa ganó en importancia y prosperidad, basándose en el impulso vitivinícola dado por los franceses tras sus plagas de filoxera.

## Edad Media

### Primeros pobladores

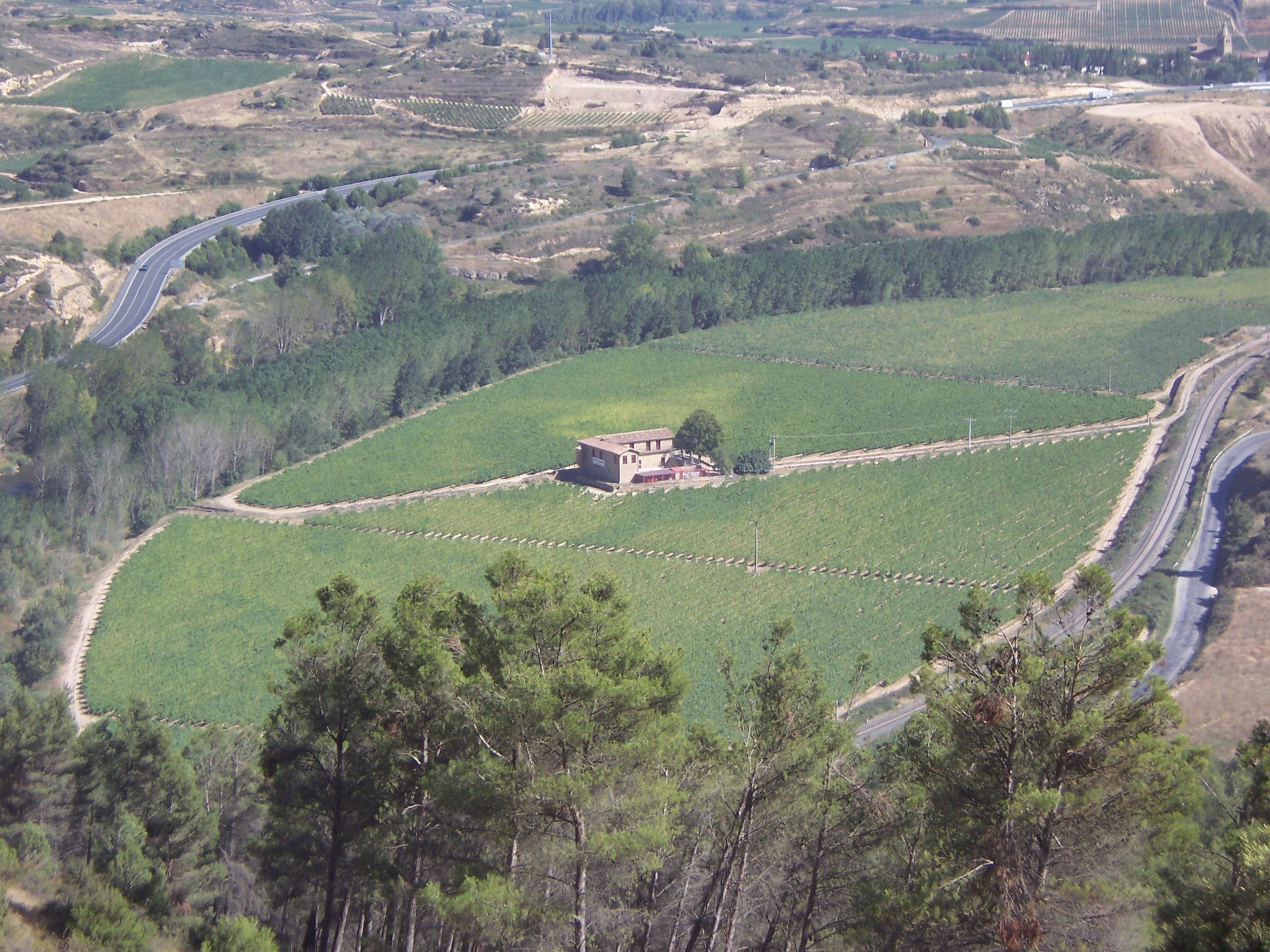
Viña Paceta - Antigua situación de la villa de Bilibio.

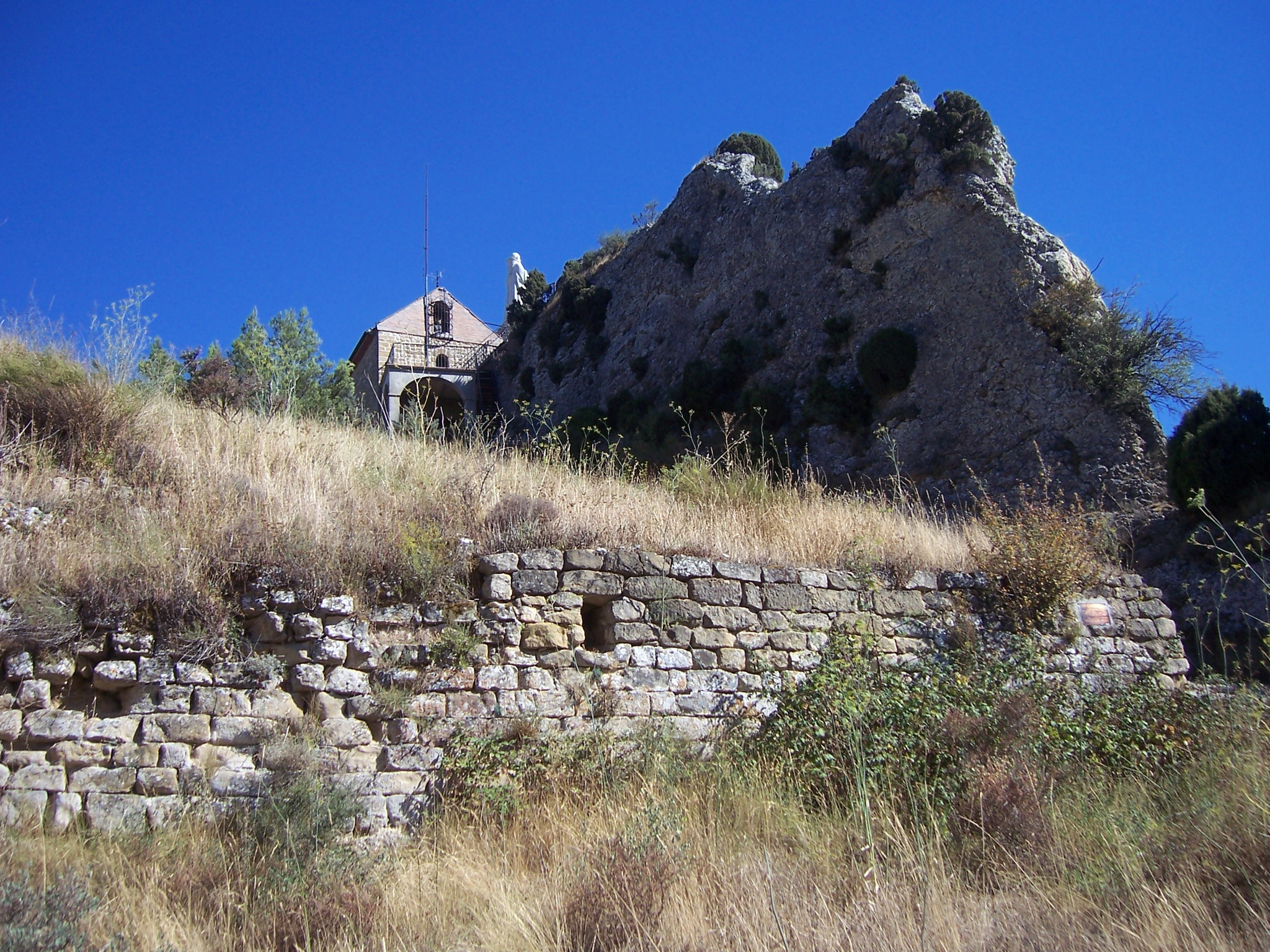
Pared del antiguo castillo en los Riscos de Bilibio.

No hay ningún indicio de pobladores en la zona durante la edad de bronce. De la edad de hierro se sabe que Castro Bilibio estuvo habitado. En el cerro del Castillo se ha encontrado un esferolito o canica y un hacha votiva con filo en forma de gubia realizada sobre fibrolita. En el cerro de Santo Domingo existió un asentamiento de esta época.
La zona estuvo poblada por berones que formaban pequeños núcleos de población.
Durante la romanización de la península, se tiene constancia de la existencia de varios vicus, como el del cerro de Santa Lucía, donde se han encontrado varias monedas romanas (entre ellas, una perteneciente a la colonia francesa de Vienne y otra de Calagurris), cerámica y restos de un cementerio, por lo que Domingo Hergueta supone que sería campamento de las legiones X y XXII; o el de Bilibio, para defender la calzada romana de las invasiones cántabras.
Existieron varios núcleos de población, como Bilibio, Tondón y Atamauri, siendo el primero el más importante de ellos. Se encontraba situado en la orilla derecha del Ebro en la falda de los Montes Obarenes. Allí en el siglo V nacería Felices quien actualmente es patrón de Haro. 
Cerca del siglo X los pobladores de Bilibio construyeron una torre de fuego o faro sobre el actual cerro de la Mota o Atalaya con el objetivo de alumbrar la desembocadura del río Tirón en el Ebro, ya que esta zona era navegable. Diferentes calamidades ocurrieron en la zona de Bilibio que les llevó a ir trasladándose a un lugar más seguro. De esa forma se fue formando el poblado conocido como Pharo en las faldas del cerro del faro.

### Primeras noticias documentadas
Según Felipe Abad León (cronista de La Rioja) la partida de bautismo de Haro sería un relato sobre un enfrentamiento producido el año 816 entre la aceifa del caudillo árabe Abd al-Karim y las huestes del rey astur, en el poblado de Wadim Arum, que el caudillo tenía en propiedad.
La primera alusión a Haro como Faro data del 28 de mayo de 1040, en un documento del rey navarro García Sánchez III de Navarra "el de Nájera" en el que donaba a su esposa Estefanía, mediante la carta de arras, "Bilibio cum Faro et cum sua pertinencia". Según este documento parece que Haro todavía se encontraba supeditado a Bilibio.
De 1063 es el primer documento donde se cita la presencia de judíos en la villa y pertenece a una donación de Sancho Garcés IV de Navarra al obispo de Álava don Nuño, en la que le entregaba la heredad del judío Marlahim, situada en el término del Viano. Del mismo en una escritura aparece nombrada la iglesia de "Santa María de Abeka" (actual Iglesia de La Vega). Como esta tenía ya propiedades y era parroquia, es de suponer que la llegada de la imagen de la Virgen de la Vega a la villa, fuese bastante anterior, pocos años después de la conquista de 923.
Otras escrituras de la época citan lugares próximos a Faro. Motulleri en 1062, Tondon en 1072, Faro de nuevo en 1075. También se citan Jimileo, Zaballa, Villalba, lo cual parece indicar la existencia de múltiples caseríos esparcidos por todo el valle del Oja-Tirón, muchos de ellos hoy desaparecidos.
La actual zona de la Atalaya congregaría una pequeña población cristiana, mientras que en la zona de la Vega existía un poblado morisco con algunos cristianos junto al santuario.

### Señorío de los López de Haro
En el 923 Sancho Garcés I de Pamplona reconquistó a los musulmanes gran parte del actual territorio riojano, por lo que los núcleos de población existentes en la zona de Haro pasaban a formar parte del Reino de Navarra.
En 1076 el rey Sancho Garcés IV de Navarra es asesinado, tras lo cual Vizcaya, Álava y La Rioja reconocían a Alfonso VI de Castilla como rey. Este donaba Haro a Diego López I de Haro, señor de Vizcaya desde 1093, tomando esta familia poco después el topónimo de la villa como apellido, probablemente para agradecer el real favor (no por la importancia en sí del territorio, pequeño en comparación con su posesión de las Vascongadas). Pobló la villa de Haro y levantó un castillo sin conocerse su ubicación exacta.
En 1109 falleció Alfonso VI, dejando los reinos de Castilla y León a su hija Urraca, viuda desde hacía dos años, por lo que el reino de Galicia debía pasar a manos de su hijo Alfonso de unos dieciséis años. Los nobles castellanos y leoneses impusieron a la reina un nuevo matrimonio. Sin terminar el año contrajo matrimonio con Alfonso I de Aragón, quien decidió no ceder el reino de Galicia a su hijastro, lo que dio lugar a disputas. 
Diego siempre permaneció fiel a Urraca, aun en épocas en las que ésta estaba en desunión con su esposo, ayudándola en las luchas contra él, por lo que en 1110 esta le reafirmó en el señorío. En 1111 Alfonso I invadió La Rioja, sitiando en 1116 en Haro a Diego López, indicando el rey que estaba en un castillo nuevo ante Farum, aunque parece que no llegó a tomar la población por llegar a algún acuerdo. Nobles aragoneses tomaron probablemente entonces el control de la villa, que no volvería definitivamente de nuevo a manos de los López de Haro hasta 1134.
En 1124 sigue apareciendo la villa nombrada como Faro. Ese año fallece Diego, heredando su hijo Lope Díaz I de Haro el señorío, el cual no podría ejercer por continuar ocupado por aragoneses. Este continuó fiel a Urraca, la cual falleció en 1126. El hijo de ésta, reclamando de nuevo el reino de Castilla, atacó varias fortalezas que se encontraban en manos de los aragoneses, continuando las luchas hasta la muerte de Alfonso I en 1134, momento en el que al no dejar descendencia se dividía el reino. Los riojanos ayudados por varios señores, entre los que se encontraba Lope Díaz, se apoderaron de La Rioja para entregársela a Alfonso VII y en reconocimiento el rey le entregó el título de Conde y le confirmó en el señorío que le habían arrebatado. En 1135 García Ramírez de Navarra intento apoderarse de La Rioja sin conseguirlo.
Al morir Alfonso VII en 1157, le sucedió en el reino de Castilla Sancho el Deseado, quien murió tan solo un año después, desatándose una nueva guerra con Navarra en la que según el historiador Domingo Hergueta fue destruido en 1160 el castillo construido por Diego López I.
Desde 1159 reinaba Alfonso VIII siendo menor de edad, por lo que varias familias nobles se disputaron la regencia conllevando un periodo de guerras civiles que dejarían La Rioja repartida entre Castilla y Navarra. La villa quedaría así en 1162 en manos de Sancho VI de Navarra hasta ser recuperada por Alfonso VIII en 1176.

#### Villa del rey y concesión de fuero
En 1170 tras la muerte de Lope Díaz I, dice Hergueta que el señorío de Haro fue dado en dote a la reina Leonor Plantagenet al casarse con Alfonso VIII de Castilla. Quedando interesados los reyes por la comarca (probablemente por los litigios que en zonas próximas tenía con Navarra), en 1182 Alfonso visitó Haro y le concedió fuero el 15 de mayo de 1187, conseguido por mediación de Diego López II de Haro, hijo de Lope, y que sería confirmado y traducido al castellano el 13 de diciembre de 1254 por Alfonso X "El Sabio". Alfonso VIII también concedió un fuero específico a los numerosos judíos de la aljama jarrera.

#### Señorío en manos de los Haro de forma intermitente

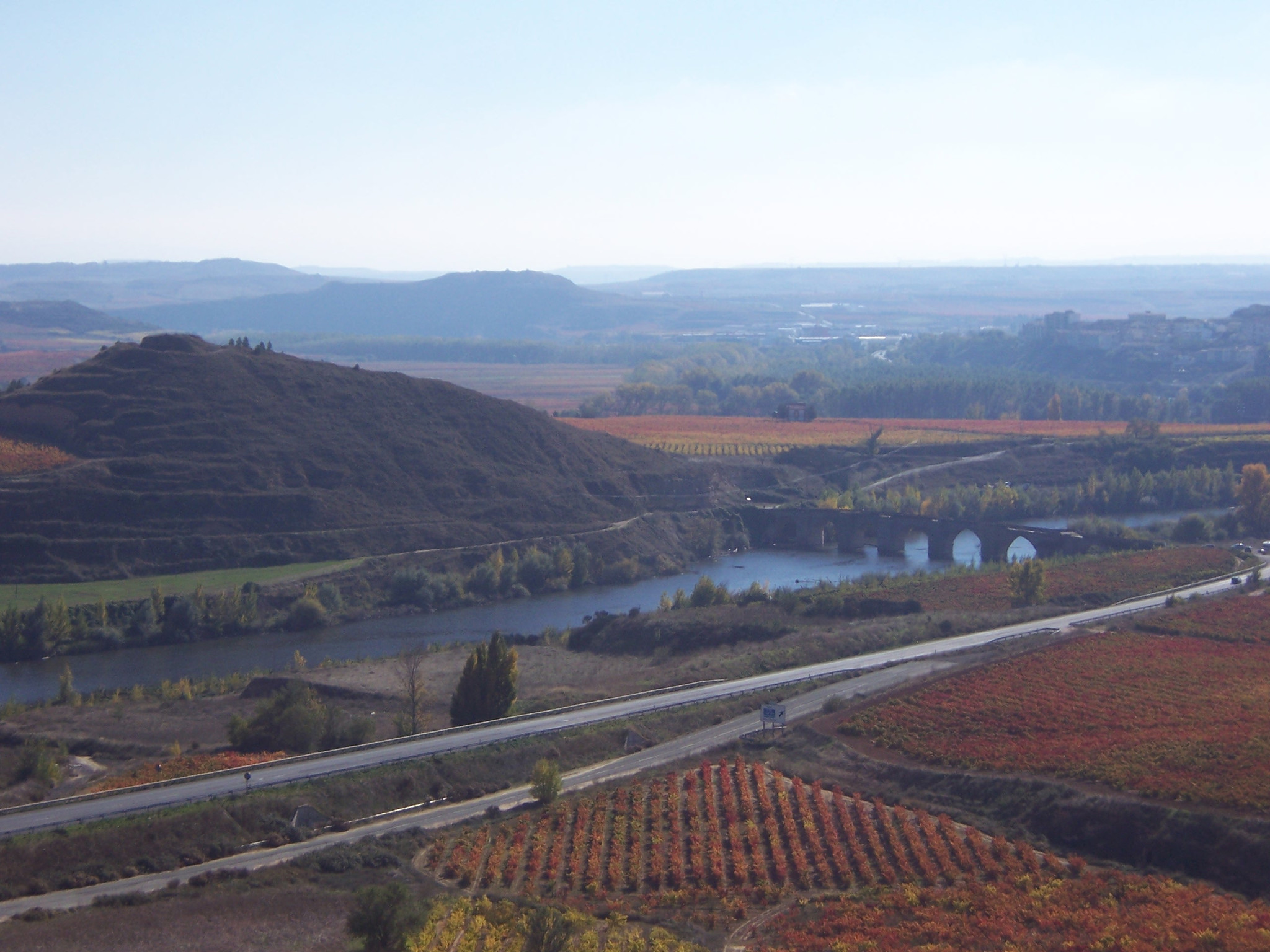
Entorno del puente de Briñas sobre el Ebro, construido antes de 1288.

Lope Díaz II de Haro recuperaría la posesión de la villa de Haro, gracias al apoyo que presto a Fernando III de Castilla para que se afianzase en el trono. Durante el reinado de Fernando III, se concedió a los vecinos de Haro que no pagaran portazgo ni enmienda, salvo en Sevilla, Toledo y Murcia. Tras la muerte de Lope en 1236 le seguía su hijo Diego López III de Haro al cual Alfonso X el Sabio le retiraba sus posesiones en La Rioja, por lo que más tarde debido a sus diferencias terminó por ponerse bajo las órdenes del rey de Navarra, falleciendo en 1254. Su hijo Lope Díaz III de Haro era menor de edad y siguió apoyando a Navarra, pero con el tiempo debió mejorar las relaciones con Alfonso, puesto que este le confirmó sus privilegios sobre Haro.
En 1275 moría Fernando de la Cerda, hijo primogénito de Alfonso X. Entonces el hijo y el hermano del fallecido, Alfonso de la Cerda y Sancho, se empezaron a disputar la sucesión del reino de Castilla. Lope decidió apoyar a Sancho, que en un principio tenía también el apoyo de Alfonso X, pero en 1282 este pasó a apoyar a su nieto, privando a Lope del señorío de Haro, en favor del infante Jaime, quien moriría en 1283 a los dieciocho años, por lo que es probable que no llegase a tomar posesión.
Al fallecer Alfonso X el 4 de abril de 1284, Sancho fue nombrado rey de Castilla. Este estaba casado con María de Molina, hermana de la mujer de don Lope Díaz III, por lo cual, el señor de Vizcaya era cuñado del rey don Sancho. Esto dio a Lope un gran poder, nombrándole entre otros Mayordomo Real, junto con la devolución de Haro y el gobierno de toda la región, desde Burgos al Cantábrico.
Antes de 1288 se habría construido el Puente de Briñas, ya que existe una escribanía en la que se habla de la renta fijada por Sancho IV a los productos que pasasen por este puente.
La desmedida ambición de Lope conllevó protestas de otros nobles. Sancho IV le convocó el 8 de junio de 1288 en Alfaro y tras una disputa acab´p siendo asesinado por la guardia real. Haro fue fiel a la familia del difunto, por lo que las tropas reales la cercaron dos meses, debiendo tomarla por la fuerza, asaltando el Castillo, saqueándolo y destruyéndolo. Durante el sitio a la villa convocó Cortes en el lugar de Villabona, a las cuales acudieron principalmente los procuradores no nobles, promulgándose numerosas leyes de contenido social, entre ellas una moratoria y una amnistía casi generales. La villa fue rebautizada como Villabona, nombre que permanecería hasta 1296.

### Villa de realengo

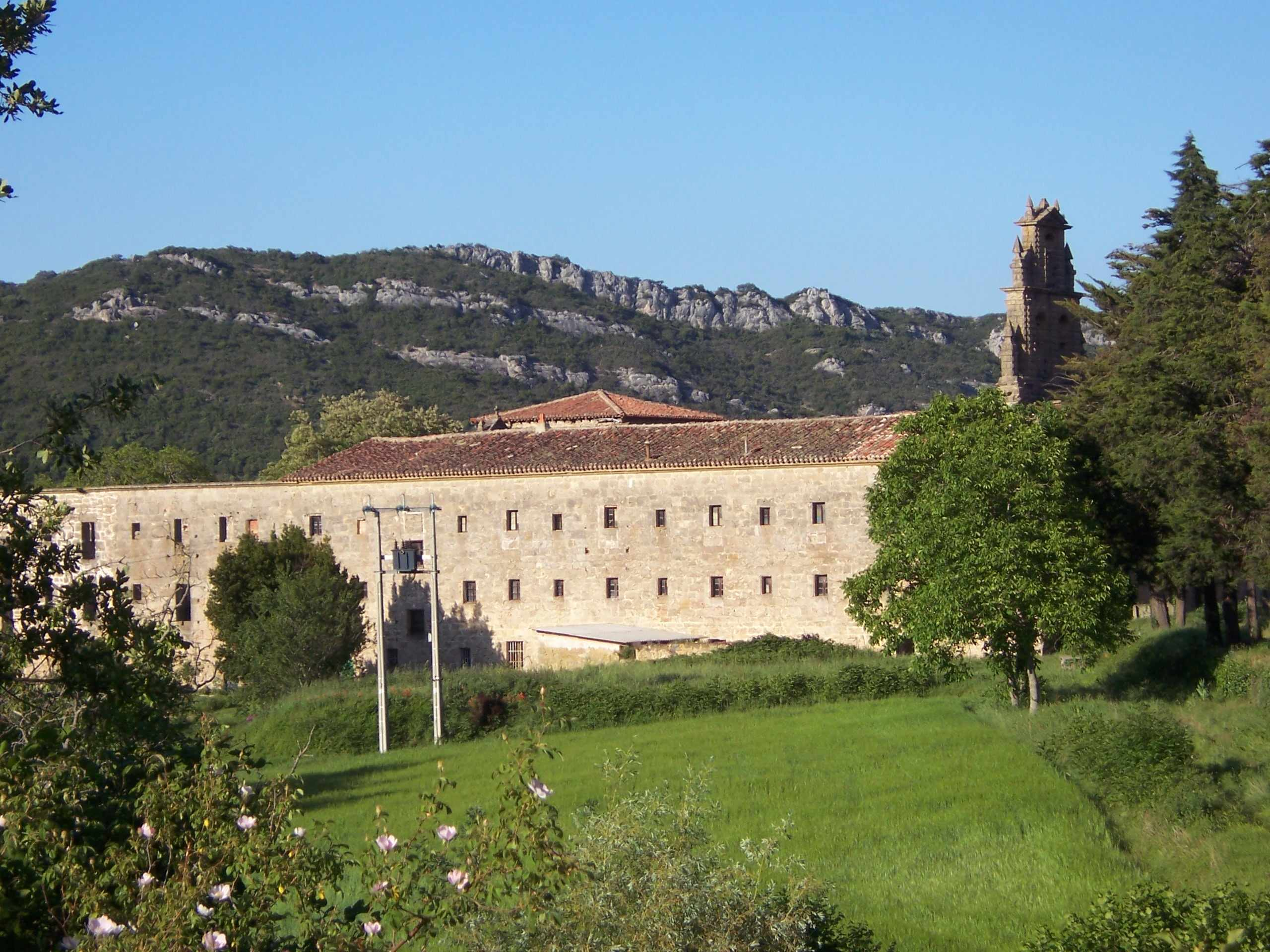
Edificio principal del Monasterio de Herrera con quien litigaba Haro en cuestiones de lindes.

Tras tomar la villa, Sancho IV la hizo villa de la Corona de Castilla con derecho a tener diputados a Cortes (privilegio que conservó hasta finales del siglo XIV), con lo que el concejo adquiría importancia. Sancho y Diego López IV de Haro, hijo de Lope III, tuvieron muchas disputas, algunas de las cuales pudieron salpicar a Haro sin causar daños.
La judería de Haro en 1290 era la que más tributos pagaba al obispado.
En esta época, la villa mantuvo litigios con el monasterio de Herrera por lo impreciso de los límites que en su día había puesto Alfonso VIII al donar terrenos al monasterio.
En 1295 fallecía Sancho IV, sucediéndole el menor de edad Fernando IV de Castilla que seguiría siendo señor de Haro. Este concedió una carta de privilegio a la villa para fomentar su feria. Fernando moriría en 1312 pasando a reinar Alfonso XI con tan solo un año, dando lugar a un periodo caótico, por el que mucha gente de La Rioja emigró a Aragón y Navarra para evitar los peligros y la muerte.
Hacia 1326 el concejo de Haro compró Briñas, Gimileo, Cuzcurrita y Atamauri, lo que indica una buena administración, que conseguía reunir dinero con los ingresos de los montes y la ganadería. Por esta época existió en la villa una cofradía de ballesteros.

#### El señorío pasa a los hijos de Sancho IV
Sobre 1334 el rey hizo señor de Haro a su hijo recién nacido Fadrique Alfonso, poniéndole como mayordomo a Gonzalo de la Vega.
En 1336 Haro y los pueblos de los alrededores que producían vino, consiguieron una orden prohibiendo la importación de vinos del reino de Navarra mientras hubiera en estas tierras existencias sin vender.
El 6 de marzo de 1338 el concejo compró propiedades en Anguciana, Naharruri (actual Casalarreina) y Goreka. Un tiempo después realizó una concordia con el concejo de Zarratón.
Una nueva amenaza musulmana encabezada por los Benimerines se extendía por el sur de la península y acechaba Castilla, lo que hizo que los nobles olvidaran sus diferencias con el rey y que los reyes de Aragón, Navarra y Portugal apoyaran a Castilla. Las mesnadas de Haro, mandadas por Gonzalo de la Vega, se unieron a un amplio ejército que se formó para acudir a la Batalla del Salado el 30 de octubre de 1340, encontrándose entre las tropas de vanguardia y se supone que obtendrían parte del enorme botín resultante de la victoria. En 1342 los soldados de Haro volvieron a combatir en el sitio de Algeciras.
En 1342 el rey hizo a su hijo Fadrique maestre de Santiago, dejando el señorío de Haro a Fernando, otro de sus hijos. Bajo el señorío de este, se celebró una concordia con Briones el 6 de marzo de 1346 y tuvo lugar un pleito por unas posesiones situadas en Cuzcurritilla que fue resuelto el 19 de septiembre de 1347.

#### El señorío pasa a los hijos de Pedro I el Cruel
Alfonso XI falleció en 1350, sucediéndole su hijo Pedro I de Castilla. Su reinado fue una lucha constante frente a sus hermanos y los nobles. Quitó a su hermano Fadrique el señorío de Haro, dándoselo primero a su hijo Alfonso y posteriormente a Fernando también hijo. Su reinado favoreció a la villa, ratificando en 1351 varios privilegios entre los que se encontraba la exención de portazgos a los vecinos y el dominio sobre Cuzcurritilla.
Como los tiempos eran revueltos, el 6 de agosto de 1358 se reunió en Haro la junta de los principales pueblos próximos: Vitoria, Logroño, Nájera, Santo Domingo de la Calzada, Miranda de Ebro, Treviño, Briones, Davalillo, Labastida, Salinillas de Buradón, Portillo, Salinas de Añana, La Puebla de Arganzón, Peñacerrada y Santa Cruz de Campezo, para unirse y auxiliarse contra los malhechores o poderosos, formando las Ordenanzas.
En 1356 comenzó la denominada Guerra de los Dos Pedros entre Castilla y Aragón. En 1360 los hermanos de Pedro I y los aragoneses invadieron La Rioja, tomando Haro y avanzando hasta cerca de Briviesca. Debieron causarse grandes daños en la villa y mataron muchos judíos, acabándose una racha de gran prosperidad. A su encuentro salió de Burgos Pedro I, derrotando a su hermano Enrique de Trastámara cerca de Azofra y teniendo este que huir a Aragón. En 1366Enrique invadió de nuevo La Rioja, concediendo el señorío de Haro a su hermano Sancho, conde de Alburquerque. El 3 de abril de 1367tendría que huir de nuevo de La Rioja, tras ser derrotado en la Batalla de Nájera. En 1369 volvió a enfrentarse Enrique a su hermano, dándole muerte en la batalla de Montiel.

#### El señorío pasa a los Condes de Alburquerque
Enrique sería entonces rey de Castilla. Confirmó en 1371 a su hermano Sancho en el señorío, quien afirmaría los privilegios de la villa en 1373 y ordenaría al concejo una carga de 3000 maravedís a favor del convento de Nájera.
En 1378 comenzó en la cristiandad el Cisma de Occidente, causado por varios cardenales que no se sometieron al parecer de la mayoría, provocando un gran daño a la religión cristiana durante cuarenta años.
En 1379 falleció Enrique, sucediéndole su hijo Juan I de Castilla. Ese año se confirmaron todos los privilegios de Haro. Hacia 1386 el rey concedió el señorío a Leonor de Alburquerque, hija de Sancho, quien también había tenido el señorío y casada con Fernando de Antequera segundo hijo del rey.
En 1387 hubo una concordia entre Haro y Labastida y se renovó la que había con Briones. En 1388 se acababa de reparar la ermita de la Vega.
En 1390 pasaba a reinar Enrique III de Castilla, con quien seguiría Leonor como señora de Haro. El rey confirmó los privilegios de la villa dos veces, siendo la última el 15 de diciembre de 1393. Enrique III falleció en 1406, sucediéndole su hijo Juan II de Castilla con tan solo dos años, por lo que estaría bajo la tutela de Fernando I, rey de Aragón y señor consorte de Haro. A la muerte de Fernando el 2 de abril de 1416 dejó en su testamento a Juan el Grande los señoríos de Castilla, incluido Haro, aunque la madre de este seguiría siendo considerada señora de Haro, ordenando ese mismo año reparar los puentes sobre el Ebro y el Tirón, paro lo cual entregó al concejo el importe de unos tributos. En 1420 llegó Juan a ser señor efectivo de Haro, por habérselo entregado su madre.
En 1424 pasó por Haro Blanca I de Navarra, la mujer del rey Juan el Grande, con su hijo Carlos. Estuvieron en la villa del 8 al 12 de septiembre, lo que hace pensar que en aquella época se celebrase ya la festividad de la Virgen de la Vega.
En 1425 Juan el Grande fue proclamado rey consorte de Navarra, aunque quien verdaderamente se encargaba del gobierno de la nación era su esposa Blanca. En el verano de 1429, para favorecer los intereses de sus hermanos los Infantes de Aragón, invadió Castilla por el valle del Henares, por lo que quedó despojado del señorío de Haro, poniendo Juan II de Castilla a Pedro Fernández II de Velasco en la villa para guardar la frontera con Navarra, estableciéndose este en ella con 600 lanzas y 1000 peones.
El 26 de octubre de 1429 se volvieron a confirmar los privilegios de la villa.

### Condado de los Fernández de Velasco
En 1430 se firmó la tregua entre Aragón y Castilla, quedando el rey de esta última, Juan II, como señor de Haro, comprometiéndose a no enajenar la villa. No debió ser la promesa muy clara jurídicamente, puesto que poco después en las Cortes de Medina del Campo se hacía entrega de Haro y Belorado a Pedro Fernández de Velasco, quien en mayo del mismo año fue hecho conde de Haro.
Pedro dictó varias providencias, con las que señalaba las "superficies mínimas de tierras de pan llevar", prohibiendo a judíos y moriscos ampliar el cultivo de hortalizas; recomendaba a los abogados que tratasen de evitar pleitos entre sus vasallos; regulaba el aprovechamiento de leñas y pastos; prohibía a los cristianos servir a moros o judíos.
En 1443 se llegaba a un acuerdo sobre tributos personales.
Hubo varios pleitos con localidades colindantes, entre ellas uno con el monasterio de San Millán, Casalarreina y Anguciana, sobre aprovechamiento de pastos y transgresión de términos resuelta el 5 de febrero de 1449. En 1451 se condonaba un impuesto de 9000 maravedís.
En 1458 Diego González de Guevara fundaba un hospital en la villa. El mismo año Pedro Fernández creó mayorazgo por el cual sus títulos y posesiones serían heredados siempre por el mayor hijo varón.
Tras la muerte de Pedro II en 1470, le siguió en el señorío su hijo Pedro Fernández III de Velasco, quien sería nombrado en 1473 sexto Condestable de Castilla por Enrique IV.
En 16 de mayo de 1476 se dictaminó que los judíos estaban también obligados a pagar las derramas que fijase el concejo y que el carnicero de la aljama podía apacentar su ganado en la zona de Dondón como venía haciendo.
A principios de 1484 en las Cortes Generales de la Corona de Aragón, convocadas por los Reyes Católicos en Tarazona, se mostraron quejas por los portazgos que se cobraban en los puentes sobre los ríos Tirón y Ebro en Haro, cuyos beneficios se destinaban para la propia reparación de estos. 
 
Se suprimió el del Tirón y se modificó el del Ebro para que solo se cobrase un maravedí a las caballerías que pasasen cargadas y al resto nada, debiendo dedicar la villa lo recaudado al mantenimiento del puente en buen estado.
De nuevo se prohibía la importación de vinos de Navarra mientras los hubiese en Haro, Navarrete y Briones.
Un censo realizado indicaba que la villa contaba con 32 hijodalgos, 263 pecheros, 7 clérigos y 5 pobres.

## Edad Moderna
Expulsión de los judíos
Pedro III falleció en 1492, sucediéndole Bernardino Fernández de Velasco y Mendoza, quien sería primer duque de Frías. Una de las primeras cuestiones que tuvo que resolver en Haro, fue la expulsión de los judíos en marzo. Desde el reinado de Enrique de Trastámara quien los persiguió por ser fieles a su hermano Pedro I el Cruel, había habido un estado de roce continuo entre cristianos y judíos. Ya en 1455 hubo en Haro un primer intento de apartamiento de los judíos, ratificado en 1464, por lo que en esta época sólo quedaban 48 familias en la villa. Con la expulsión, sus fincas quedaron abandonadas, con lo que el concejo asentó a 40 nuevas familias en la calle de la Mota a condición de que se hicieran cargo de dichas fincas. Al no cumplirse las condiciones de asentamiento el conde tuvo que resolver un pleito.
En esta época aumentó el número de alcaldes a dos, que hacían las veces de jueces. Se reparó la ermita de La Vega y hubo pleitos por lindes con Cuzcurritilla.
Al fallecer Bernardino en 1512 sin descendencia masculina, le siguió en el condado su hermano Íñigo I Fernández de Velasco.
Levantamientos comuneros
En 1520 los vecinos de Haro se declararon a favor de los comuneros (movimiento que enfrentaba a las clases bajas contra sus señores), levantándose por primera vez contra los privilegios del conde de Haro, que en esos momentos era corregente del reino, y los abusos de los comerciantes flamencos de Carlos I, pero el conde se hizo obedecer. El día 17 de septiembre de 1520 ordenó que no se pudiese reunir el Concejo General a no ser que las autoridades de allí lo considerasen muy necesario, y al día siguiente decretó pena de muerte a cualquier alborotador, dando permiso además para que la villa designara veinte hombres que se juntasen con el Consejo de la ciudad. Íñigo pasaba largas estancias en su palacio de Haro (aunque aún mayores en el de Casalarreina), por lo que en 1521 estuvo de paso por la ciudad el cardenal Adriano de Utrecht, quien le acompañaba en el gobierno y sería nombrado Papa de la Iglesia católica un año después. También es posible que pasase por la villa la reina Juana I de Castilla, pues se sabe que estuvo en Casalarreina para mejorar sus dolencias.
Relativa tranquilidad en la villa
En 1524 fue restituido el impuesto que se cobraba para sostenimiento de los puentes y del que se habían incautado los condestables.
Hubo una concordia con Anguciana y pleitos con Briones y Miranda de Ebro, habiendo una provisión de la Chancillería de Valladolid a favor de Haro para resolver este último.
Al fallecer Íñigo, le sucedió su hijo Pedro IV Fernández de Velasco, quien casaría con su prima Juliana Ángela de Velasco. Ésta había comprado el señorío de San Vicente de la Sonsierra, aportándolo al matrimonio. Así San Vicente estuvo agregado a la villa de Haro durante años, hasta que fue ganado en pleito por los condes de Castilnovo, herederos de los bienes personales de Juliana Ángela.
Se planeó construir una nueva casa del concejo en la plaza de San Martín, que no se llegaría a construir. Se compraron unas casas en la plaza de Santo Tomás para el concejo.
Se creó una plaza municipal de maestro de las primeras letras, se suprimieron los jurados y se establecieron los alguaciles; se dispuso que peones y sarmenteros no llevasen más de un real; se prohibió portar armas ofensivas y defensivas salvo al ir por la calle con candela; se prohibió majar lino dentro de las cercas y mojones; se tasaron los cacharros de alfarero. Había toque de queda, en invierno a las nueve y en verano a las diez.
Al no ser ya frontera con Navarra y no existir riesgo de guerra, se roturaron terrenos de monte bajo. La vendimia se hacía después de la festividad de San Miguel (29 de septiembre).
El concejo se componía de dos alcaldes ordinarios, dos de yunta, dos de hermandad, cinco regidores y un merino carcelero.
El 15 de enero de 1536 el Consejo Real de Castilla hizo una provisión para que ni los alcaldes del adelantamiento, ni sus oficiales pudieran ejercer jurisdicción fuera de cinco leguas de su residencia oficial.
El 21 de julio de 1553 hubo una ejecutoria sobre el pleito existente con Casalarreina por cuestiones de límites.
Pedro IV falleció en 1559 sin descendiente varón, por lo que heredaría el mayorazgo su sobrino Íñigo II Fernández Velasco, quien llegaría a ser gobernador de Milán.
En 1561 hay un nuevo pleito con Casalarreina por repartimientos. En 1568 la villa tuvo un pleito contra Íñigo II sobre jurisdicción, debido a que el concejo quería ser libre de hacer los nombramientos de alcaldes, cuando el condestable decía que siendo señor de Haro le correspondía hacer el nombramiento, aun cuando el concejo propusiera los nombres. El pleito fue sentenciado a favor de la villa el 25 de junio, con una ejecutoria de la Chancillería de Valladolid, aunque seguiría habiendo problemas por esta cuestión.
En 1565 se inaugura un nuevo edificio del concejo, al que se prohíbe llevar armas.
En 1566 se sacó a la Virgen de la Vega en rogativa, probablemente para pedir que la epidemia de peste evitase la villa. En 1569 hubo una buena granizada.
En 1568 se hizo luto oficial por la muerte de la reina y del príncipe Carlos.
En 1571 la villa contaba con 500 vecinos, 600 contando los pueblos anejos.
En 1585 fallecía Íñigo, sucediéndole Juan Fernández de Velasco. En 1592 Felipe II de España visitó Haro y por él se guardaría luto en la villa tras su fallecimiento en 1598.
Hacia 1590 comenzó la construcción de un nuevo puente en el río Tirón.
En 1591 se había reducido el número de vecinos a 376, llegando con los pueblos anejos a 514.
En 1599 hubo nuevamente peste.

### sigloXVII- Aumento del fervor religioso

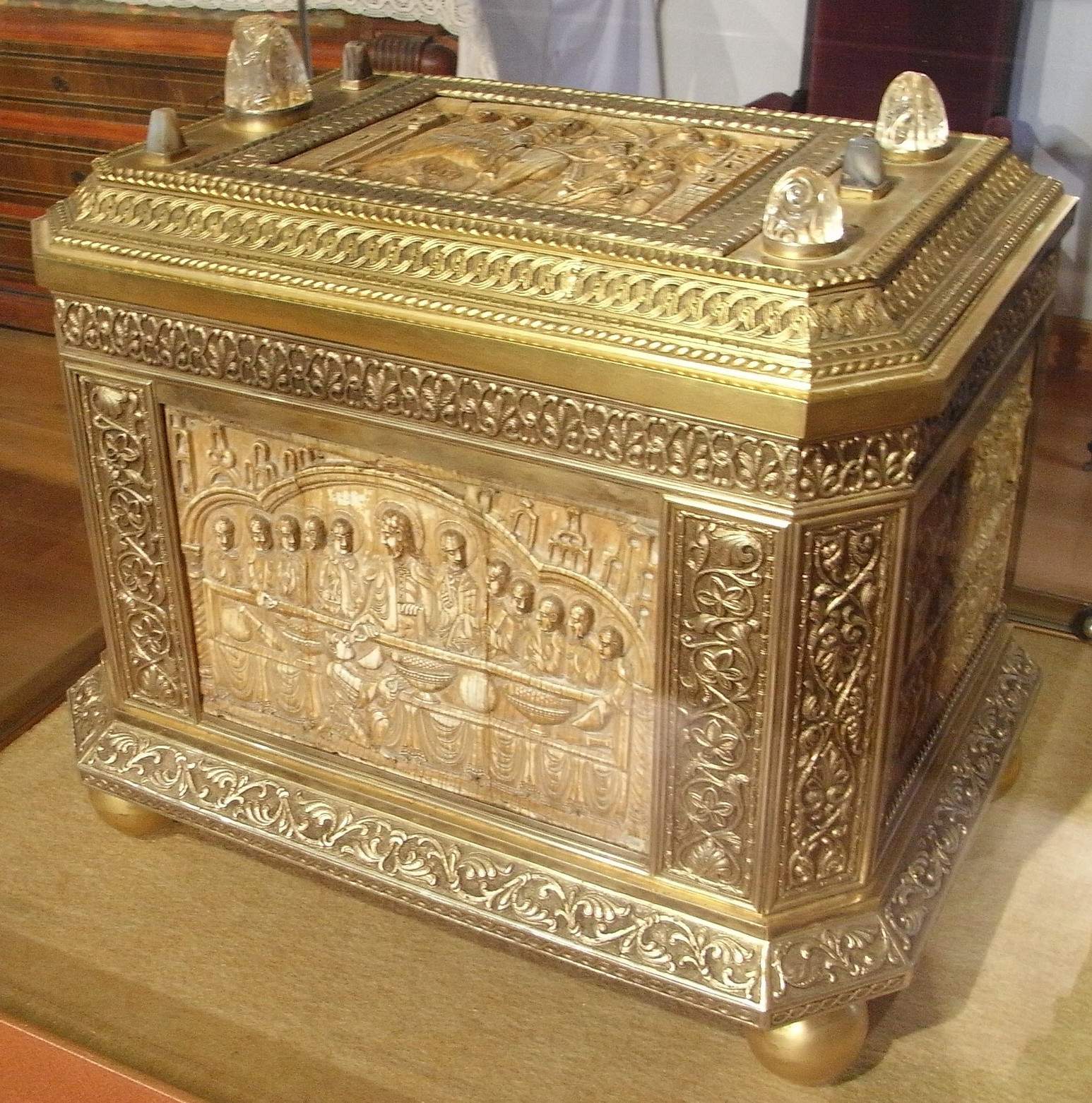
Arqueta de San Felices con sus valiosos marfiles en el Monasterio de San Millán.

En 160] se realizó el traslado de una reliquia de San Felices desde el Monasterio de San Millán de la Cogolla.
En 1609 se permitió el mercado franco de los martes.
En 1611 toma el cargo de conde de Haro Bernardino Fernández de Velasco y Tovar tras la muerte de su padre.
Juan de Mongastón se estableció en Haro, donde trabajaría a cargo de una imprenta. El documento más antiguo que de ella se tiene, es una factura remitida al ayuntamiento en 1627 en la que se solicita el pago de un tercio de los 48 ducados anuales que tiene estipulado cobrar por los servicios al concejo. Joaquín Cegarra supone que la imprenta estaba ya establecida en la villa en el siglo XVI, por encontrarse ya consolidada. El primer libro sería publicado en 1631.
En 1628 se empezó a construir la torre de la parroquia de Santo Tomás y en 1648 el arco del órgano.
Se fundó la ermita de Santiago para la cofradía de hidalgos, que contaba con 172 miembros entre Haro y Briones.
En 1637 se separó de la villa la localidad de Briñas. El mismo año hay constancia de que el condestable visitó la villa.
Era muy activa la vida del convento de San Agustín y del hospital Madre de Dios.
En 1641 se fundó la cofradía de la Virgen de la Vega.
El 31 de enero de 1644 se nombraba a San Felices patrono de la villa.
En 1646 el pueblo se opuso a la fundación de un colegio de la Compañía de Jesús, por razones que se desconocen.
Tras varios pleitos entre los años 1671 y 1679, Casalarreina consiguió separarse de Haro.
En 1659 en la parroquia de Santo Tomás se realizó el altar de ánimas; en 1667 las vidrieras del altar mayor. En 1671 se terminó la torre y el antepecho. En 1690 se vendían sepulturas y en 1696 se construía el pretil del lado del castillo.
En 1663 tras mantener la villa un pleito con el condestable Íñigo III Fernández de Velasco de nuevo por el nombramiento de alcaldes y regidor, resolvió la Chancillería de Valladolid a favor del condestable. El mismo año Diego Ruiz fundó un hospital que se fundió con el ya existente.
Por esta época dice Hergueta que se cosechaban en Haro 54.538 cántaras de vino, casi todo blanco y que la villa sostenía seis soldados de los Tercios. También dice que en 1659 se pusieron unas nuevas ordenanzas, que serían cambiadas en 1693.
En 1672 y 1681 se sabe que se sacó la Virgen de la Vega en rogativa.
De esta época hay documentos que señalan que el domingo de Quasimodo (domingo siguiente al Domingo de Resurrección), se celebraba la fiesta de la ermita de Nuestra Señora de la Puente del Ebro. Se construyó un pósito de trigo y un arca de misericordia que prestaba trigo a los agricultores cuando pasaban penurias, por ejemplo, en 1688 tras una gran granizada.
En el año 1672 se publica el libro titulado Parte del Atlas Mayor o Geographia Blaviana Que contiene las Cartas y Descripciones de Españas donde se dedica un apartado entero a La Rioja, que lleva su nombre como título y en el cual se realiza una breve descripción sobre ella. Posteriormente pasa a explicar cuáles son, según el propio libro indica, las ciudades más importantes de la región. Tras describirse las localidades riojanas de Calahorra, Santo Domingo de la Calzada, Logroño y Arnedo se hace lo mismo con la ciudad de Haro que tal y como señala el texto contaba entonces con seiscientas casas, tres parroquias y un convento de frailes.
Se comenzó la edificación de la ermita de Nuestra Señora de la Vega, terminándose en 1691, en cuya inauguración hubo toros. Durante estas obras la imagen de la Virgen se había trasladado a la parroquia de Santo Tomás.

### La ilustración
En 1701 comenzó la Guerra de Sucesión Española, en la que se enfrentaban Felipe V, nombrado rey de España por el testamento de Carlos II, y el archiduque de Austria Carlos que alegaba derechos a la Corona española. Haro apoyo a Felipe V y aportó cincuenta voluntarios a la guerra. En 1710 le juró fidelidad, acogiendo ese mismo año en la villa a su esposa, la reina María Luisa Gabriela de Saboya y a su hijo Luis en el palacio de los Salazar. Felipe V para corresponder a la villa la concedió el título de Muy Noble y Muy Leal.
El 17 de marzo de 1703 se acordó ensanchar la recién reconstruida ermita de la Vega, terminándose en 1711, cuando se empezó con la cúpula. También se realizaron arreglos en la iglesia de Santo Tomás y se acordó construir una ermita en San Felices. El 18 de junio de 1717 la torre de la iglesia de Santo Tomás fue destruida por un rayo, empezando a construirse una nueva. Se abrió una suscripción pública para hacer un altar a Santa Bárbara en dicha iglesia, recolectando más dinero del que se necesitaba. En 1726 se construía el altar de San Ramón Nonnato.
En 1719 tras el aumento del número de viñas por haberse roturado nuevos terrenos, los cosecheros de La Rioja se unieron para vender el vino en las Vascongadas.
En 1776 se arreglaba un ojo del puente sobre el Tirón y en 1780 se ensanchaba el puente de piedra.
En 1778 se terminaba la casa del concejo y un censo de 1779 contaba 521 vecinos.
En 1780 los vecinos de la villa roturaban numerosas tierras comunales, en plan de rebeldía contra el concejo. En 1781 se cedía un terreno comunal a la basílica de la Vega.
En 1788 se constituía la Real sociedad de cosecheros de La Rioja en Fuenmayor.  Haro fue uno de sus municipios fundadores.
En 1791 se construye la fuente de San Agustín.

## Historia contemporánea
Las tropas francesas entraron en la península fácilmente, porque venían como aliadas de España para una guerra contra Portugal, por lo que al principio no se las hizo resistencia. El 8 de agosto de 1794 se declara el estado de alarma tras la llegada de tropas francesas a Miranda de Ebro, acantonándose en Haro poco después. Permanecieron en la villa hasta que tuvieron que evacuar la región tras la batalla de Vitoria en 1813.
En 1799 se roturaron nuevas tierras.
Un censo realizado el 15 de abril de 1801 indicaba la presencia de 1011 vecinos de estado llano, 178 de estado noble, 26 clérigos y 41 viudas.
En 1803 se fundó la Casa de Caridad. Ese mismo año se establecieron las normas que debían regir al personal de la basílica de la Vega. En la misma se construyó el púlpito del lado del evangelio en 1804 y se compró un órgano en 1806.
En 1807 se hizo el primer clisé para la impresión de estampas en serie.

### Guerra de la Independencia
En 1808 comenzó la Guerra de la Independencia Española. Los franceses tenían guarnición en Haro y para evitar sorpresas cercaron la villa de empalizada y paredes con troneras, además de fortificar el cerro de Santa Lucía. También destruyeron varias ermitas, ocuparon el convento de San Agustín y contribuyeron con su ejemplo a que apareciesen los primeros brotes de falta de religión. El 4 de septiembre de 1808 estuvo en la villa José Bonaparte, hermano de Napoleón y a quien este había puesto al frente de España. Durante la guerra se realizaron varios ataques a Haro, entre ellos el perpetrado por las partidas unidas de Cuevillas y fray Jacobo Álvarez, en el que incendiaron el convento donde se refugiaban los franceses el 8 de agosto de 1809. Destacar también el ataque a la villa de la partida de fray Constantino Domínguez, que impuso una contribución y se llevó alhajas de los templos.
En estas fechas se construyó el cementerio de Santa Lucía.
En 1810 José Bonaparte reorganizó el territorio, formando el partido judicial de Haro, que quedaba incluido dentro de la provincia de Burgos.
En 1811 tomó el señorío Bernardino Fernández de Velasco, que no llegaría a ejercerlo al ser abolidos los señoríos en 1812. Aunque era de filiación liberal, intentó ejercerlo y reclamó judicialmente las alcabalas.
Terminada la guerra en 1813, se destruyeron las fortificaciones construidas por los franceses y comenzó el periodo de la restauración absolutista, en cuyos inicios se ordenó devolver a los reguladores sus conventos, volviendo los agustinos al suyo. También se arregló la basílica de la Vega y su órgano.

### Guerras carlistas

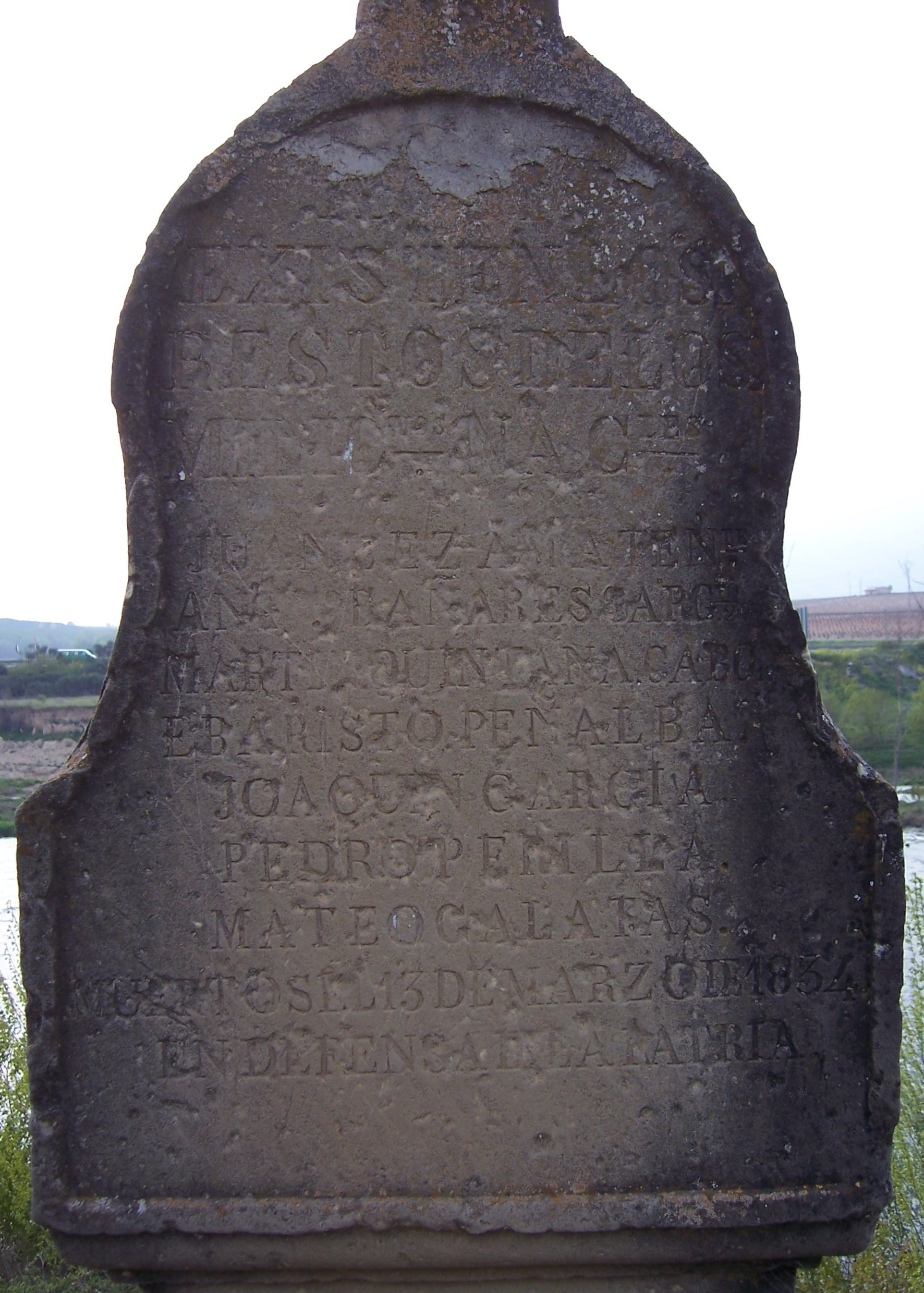
Cenotafio en recuerdo de los liberales muertos durante la Primera Guerra Carlista. Situado en la margen derecha del Ebro junto al puente de Briñas.

Tras la muerte del rey Fernando VII en 1833 se creó el 30 de noviembre del mismo año la provincia de Logroño, dejando de pertenecer administrativamente a la provincia de Burgos y constituyéndose Haro como uno de los 9 partidos judiciales en que se dividía la nueva provincia, comprendiendo 30 pueblos, con 5326 vecinos y 20390 almas, nombrándose el primer juez de primera instancia de la villa. Además comenzó una guerra por la sucesión, conocido como la primera Guerra Carlista, entre partidarios de la hija del fallecido rey Fernando VII, Isabel II y los de Carlos María Isidro de Borbón, tío de esta.
En esta época en la villa estuvieron acuartelados sucesivamente Milicia Nacional, Carabineros y un regimiento de caballería, que más adelante se trasladó a Burgos.
Los dos primeros meses dominaron en la villa de Haro los partidarios de Carlos, pero fueron expulsados de ellas por las tropas de Pedro Sarsfield.
Encontrándose Haro en poder de los partidarios de Isabel II, se formó una milicia urbana. Una de sus primeras acciones fue querer combatir a los carlistas que ocupaban la zona cercana al Monasterio de Herrera y a cuyo mando se encontraba Basilio García. El 13 de marzo de 1834, la milicia urbana fue a Herrera para atacar a los carlistas, pero fueron repelidos, corriendo en su huida hasta el Ebro. Algunos se escondieron entre los trabajadores del campo, otros consiguieron cruzar a la margen derecha del Ebro por el puente de Briñas y los más desafortunados perecieron en la lucha en los alrededores de dicho puente. En su memoria se levantó un cenotafio en ese lugar, conocido como "panteón de los liberales". El 6 de septiembre de 1834 las tropas carlistas, tras asolar varias poblaciones de la sierra riojana intentaron entrar en Haro, siendo repelidos.[cita requerida]
Tropas del mando liberal se alojaban en Haro, provocando daños en la villa y alrededores, ya que incendiaron el monasterio de Santa María de Toloño e hicieron profanaciones de iglesias, viéndose el párroco Ciriaco Aranzadi obligado a huir después de protestar.
Se hicieron bastantes fortificaciones. Llegaron a estar sitiados en Haro ocho batallones y el cuartel general de la línea del Ebro, hospedándose Espartero, jefe supremo de los liberales, frecuentemente en la villa.
En 1844 Haro resistió al cabecilla liberal Martín Zurbano, contribuyendo a su derrota definitiva.
A finales de 1838 un censo recogía 4979 habitantes, otro de 1842, 5218 hab. y un tercero realizado en 1844, 5928 hab.
Por estos años se arregló el paseo de la Florida, el espolón sobre el lavadero y el paseo del Terrero entre otros.
El convento de los Agustinos fue declarado bien nacional y su antigua iglesia, fue habilitada por el ayuntamiento para teatro municipal en 1841.
En 1848 se comenzaron a colocar aceras y alcantarillas.

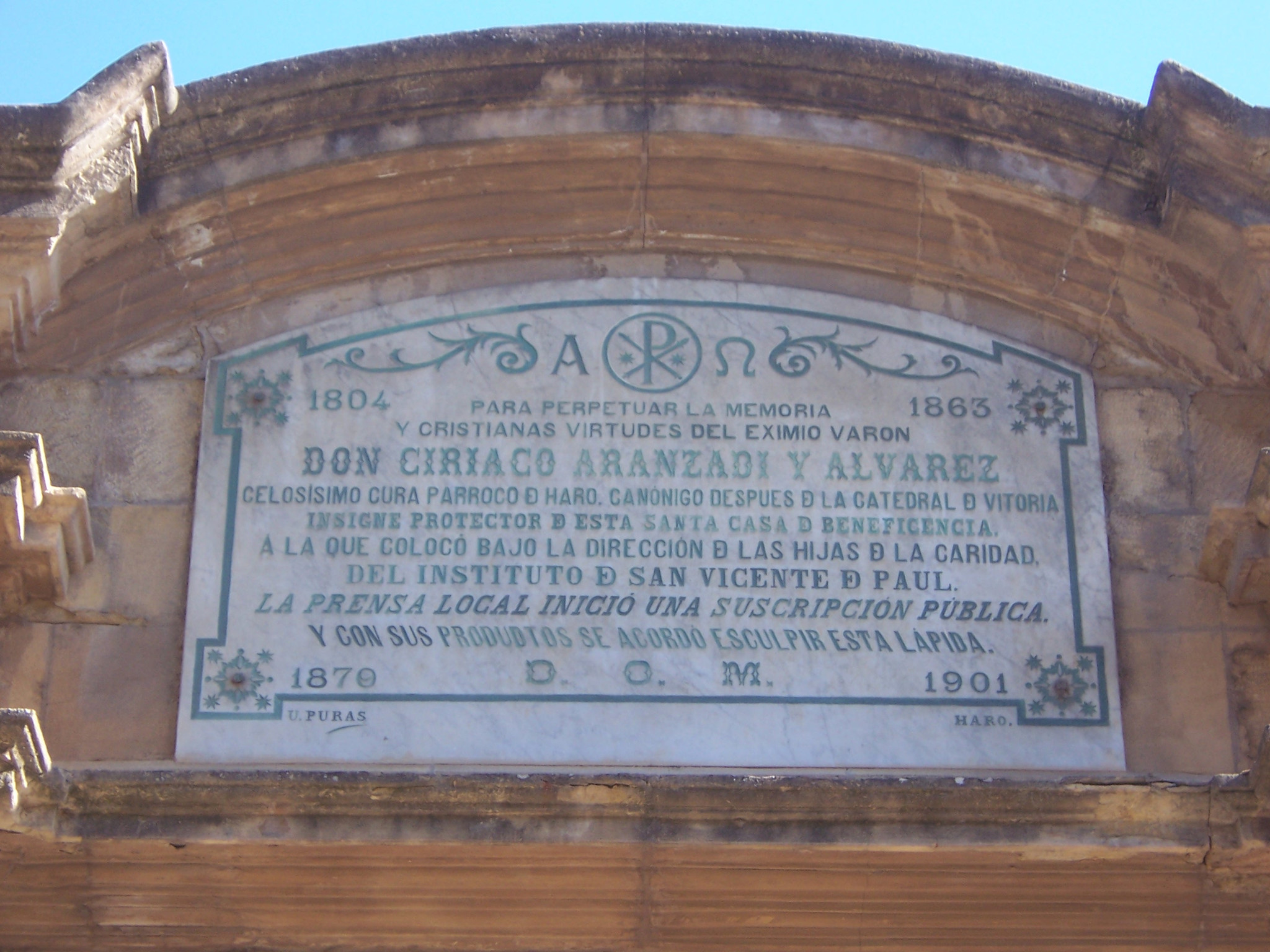
Placa en memoria de Ciriaco Aranzadi. Párroco de Haro y protector de la Casa de Beneficencia.

Entre 1851 y 1852 se mejoró el amojonamiento de la localidad con las poblaciones circundantes.
En julio de 1854 se hizo un llamamiento a la inscripción en las milicias liberales, de acuerdo con la Junta de Armamento y Defensa de la villa, vendiendo el ayuntamiento algunos censos para equiparlas. Ese año se arregla la fuente de San Agustín y el puente de Briñas.
Según Domingo Hergueta, hacia 1854 el partido de Haro recolectaba cuatro millones de cántaras de vino, 1,1 millones de fanegas de trigo, 700.000 fanegas de cebada, 50.000 fanegas de alubias (consideradas de clase superior entre las cultivadas en la península) y las mismas de habas. Parte de esta producción se exportaba a las Vascongadas y Francia. Había gran producción de pimientos, que se vendían en Burgos y Vitoria. El mercado era de los mejores de Castilla e ingresaba semanalmente entre 8000 y 10000 fanegas de trigo. Al realizarse la mayor parte del transporte de mercancías mediante tracción animal, Haro fue un punto estratégico, ya que era elegido como lugar de descanso tras una jornada de transporte de pescado fresco procedente del Cantábrico, siendo considerado un puerto seco desde el que se distribuía en un amplio radio. Tenía cuatro fábricas de curtidos, cuatro de alfarería, dos de baño blanco, una de espíritu, cuatro de aguardiente y una salina situada en Herrera, de donde se extraían 10000 fanegas al año.
Se proyecta hacer un nuevo cementerio en 1855. Ese mismo año se estaban realizando gestiones para que se hiciera un ferrocarril Madrid-Irún, aunque el 3 de junio quedaba aprobada la línea que pasaría por Vitoria, siguieron las negociaciones para que pasara por la villa por considerarse más conveniente. Finalmente se modificó el trazado pero para que pasase por la vecina Miranda de Ebro.
El 2 de mayo de 1858 hubo una fortísima helada que hizo se perdiera todo el arbolado y gran parte de la cosecha de vino.
En 1860 se pone en marcha una escuela de adultos y al año siguiente una escuela gratuita. Tras la confirmación de la donación del convento de San Agustín al ayuntamiento, se abre de nuevo el teatro, arreglándose en 1860 y reparándose su vestíbulo en 1870. En 1862 se construye un matadero.
La villa fue incluida en el trayecto ferroviario Tudela-Bilbao, comenzando a construirse la línea en 1859. Se hizo un proyecto para que la estación se situase al pie de la ciudad, pero finalmente se construyó junto al barrio de las Bodegas. El 18 de mayo de 1863 se inauguró el tramo Miranda-Haro (18 km) y el 31 de agosto del mismo año se inauguró el tramo Haro-Castejón (127 km). También en 1863 el hospital se declaró de fundación particular, contratándose el 16 de junio los servicios de las Hermanas de la Caridad de San Vicente de Paúl, trasladándose el mismo año a la segunda planta de convento de San Agustín, bajo la cual se establecería la Casa de Caridad por cesión del ayuntamiento. El antiguo edificio del hospital pasó a poder del concejo que lo dedicaría a varios usos.
Tras la destrucción casi total de la ermita de San Felices al ser usada como polvorín durante la guerra, se inauguraba una nueva el 27 de junio de 1864.
En 1865 se traslada la feria de junio al 30 de mayo y la de San Matías al 1 de abril. Ese mismo año se crea una sociedad de recreo con el nombre de Unión Artesana.
En 1866 varios harenses fallecían en el combate de El Callao sucedido en Perú, cambiándose en 1982 el nombre de la actual plaza de Juan García Gato (cambiado en 1932, frente al torreón medieval) por plaza del Callao en su honor.
En 1867 se funda una orquesta municipal. Se arregla la plaza Mayor en 1868. Se comienza la Florida Nueva en 1870, cortándose los árboles el 15 de enero. Se hacen obras de nuevo en el puente de Briñas en 1871.
El 9 de mayo de 1870 se descubrió en Miranda de Ebro una conspiración carlista, formándose a finales de julio una partida de 400 hombres de Torrecilla, Santo Domingo de la Calzada y Haro, que se enfrentaría a los carlistas, derrotándolos y hechos prisioneros hasta la amnistía de 16 de agosto, en la que fueron liberados.
En 1872 se abre un instituto de segunda enseñanza, que sería cerrado solo dos años después, creándose a cambio un nuevo colegio.
En mayo de 1873 tropas carlistas dirigidas por Dorregaray, intentaron pasar de San Vicente de la Sonsierra hacia Briones para entre otros intentar tomar Haro, siendo rechazados por los liberales de Briones por lo que no consiguieron resultados. En agosto del mismo año hubo otra incursión mandada por Urbina, que al acercarse a Haro fue rechazada por una columna de 180 voluntarios, haciéndoles cruzar el Ebro sin haber provocado muchas bajas.
El 14 de agosto de 1874 el carlista Benito Vitores, con un sargento y diez hombres, entró en la estación de Miranda y tras hacerse con una máquina, la anudo el hilo del telégrafo y recorrió con ella 39 km, hasta Cenicero, destrozando la línea de telégrafo en territorio que le era hostil, entre más de 14.000 liberales que componían el ejército de la región.
Una partida carlista mandada por Benigno Barrionuevo estuvo operando cerca de Briñas, haciendo incursiones y entorpeciendo las comunicaciones. El 25 de mayo realizaron una atrevida incursión en la que consiguieron atravesar el Ebro, a costa de perder la caballería y parte de la infantería.
El 2 de agosto de 1875 el jefe carlista Rafael Álvarez intento hacerse con Haro, pero no consiguió pasar de Labastida, siendo detenido en el Ebro.
El 2 de marzo de 1876, tres días después de que Carlos entrara en Francia, se rindió el fuerte de "La Población", última plaza de la región en poder de los carlistas.

### Monarquía Liberal
Durante la restauración borbónica el ayuntamiento estuvo dominado por personas de matiz liberal, aunque existió un fuerte partido tradicionalista que tenía un local social llamado Círculo Jaimista.
En 1876 se comienza a construir un lavadero, que fue inaugurado el 23 de mayo de 1877 y al día siguiente la Fuente del Moro.
En la década de 1870 la filoxera se extendió por Francia, provocando que algunas familias francesas buscasen lugares más idóneos donde continuar con el cultivo de la vid. Varias fueron las que eligieron Haro, comprando viñedo e importando técnicas de Burdeos. Con ello en 1877 comenzaron a construirse bodegas industriales que supusieron un gran empuje económico a la villa.
En 1878 se hace el proyecto de captación de aguas subterráneas de "El Estanque", para suministrarla en nuevas fuentes públicas que se inaugurarían en 1881.
En 1879 se jubila el último preceptor de Latinidad.
En 1880 se inaugura la estación del ferrocarril.
En [882 se aprueba un proyecto de reforma del teatro.
El 25 de marzo de 1883 se instala el primer teléfono de la villa. El mismo año se inaugura una escuela de adultos y se monta una plaza de toros de madera que se inaugura en fiestas de septiembre. En 1886 esta plaza se sustituía por una de fábrica.
El 2 de junio de 1886 se inaugura la plaza de toros de Haro. Ese año la cántara de vino se vendía a 5 pesetas.
En 1887 se funda un orfeón. El 1889 se construye un monumento a los liberales fallecidos en la guerra carlista y se coloca en la Florida, recibiendo el nombre de "panteón de los liberales".
En 1888 las religiosas de la Orden de Siervas de Jesús, comienzan a atender el cuidado de los enfermos de la población.
En 1890 se concluye el ensanche del puente sobre el río Tirón. El mismo año se instala luz eléctrica en las calles.
Título de ciudad
En 1891 la reina regente María Cristina otorga a la villa el reconocimiento de ciudad. El decreto fue logrado por los buenos oficios del senador vitalicio León López Francos, más conocido como Marqués de Francos y en él se indicaban las razones que llevaban a ese reconocimiento "por el aumento de su población, desarrollo de su agricultura, industria y comercio, y su constante adhesión a la Monarquía Constitucional.".
En 1892 se inaugura la estación enológica, una sucursal del Banco de España y se reglamenta la escuela de artes y oficios.
El 29 de diciembre de 1893 se inaugura el nuevo cementerio, cerrándose el de Santa Lucía.
En 1894 se comienza a construir una carretera de circunvalación que se abriría al tráfico en 1903. En 1895 se empiezan a asfaltar las calles y se coloca una fuente en la plaza de la Paz.
El 6 de diciembre de 1896 se pone en marchar la fundación benéfica denominada "Gota de Leche", apoyada por numerosas personalidades.
Entre 1901 y 1902 la filoxera afectó a todos los viñedos de la ciudad, provocando la sustitución o la implantación de injertos con variedades de vid resistentes a la plaga.
En 1901 se ponen aceras en casi todas las calles que aún no las tenían.
En 1902 la Casa de Caridad es declarado centro benéfico de carácter particular. El 20 de julio se formó una Comunidad de Labradores, con el fin de ayudar y mejorar los campos, estableciendo un Cuerpo de Guardas de Campo.
En 1903 las Madres Franciscanas de la Enseñanza abren un colegio. El 15 de septiembre de 1904 se pone en marcha la escuela de párvulos de la Fundación Larrea, de la que se hacían cargo las hermanas de la Caridad de la Casa de Caridad.

En 1908 se inauguró el Teatro Landa de propiedad particular, que sufriría un incendio en 1917.
En 1915 el hospital Madre de Dios se traslada a un nuevo edificio.
El 9 de julio de 1916 se inauguraba la línea de vía estrecha que unía Haro con Ezcaray y cuyo tren sería conocido como "El Bobadilla".
En 1918 la ciudad sufrió los efectos de la gripe, en la pandemia conocida comúnmente como gripe española, obligando a clausurar los centros de enseñanza.
Después de 1923 se constituyó un somatén armado, que duró poco tiempo.
El 14 de octubre de 1925 pasó por la ciudad Alfonso XIII sin detenerse en ella.
El 26 de octubre de 1926 se pone la primera piedra del Frontón Carrasco.
En 1927 se vuelve a reformar el Teatro Bretón, que se vuelve a abrir el 4 de febrero de 1929.
El 25 de marzo de 1928 se coloca la primera piedra de un convento y colegio de la Orden de Nuestra Señora o "Colegio de La Enseñanza".
A finales de 1929 o principio del siguiente se instala agua corriente.
En 1930 se arregla la plaza de la Paz, quitando la fuente y poniendo un quiosco de música rodeado de jardines.

### Segunda República
La Segunda República Española transcurrió entre el 14 de abril de 1931 y el 1 de abril de 1939.
Se constituyó en Haro un ayuntamiento republicano que debió secundar alguna de las medidas antirreligiosas generales, ya que el 15 de septiembre hubo una gran manifestación católica de protesta.
También en 1931 se declara Monumento Nacional a la iglesia de Santo Tomás, se construyen nuevos edificios para las escuelas y se abrió una escuela elemental de trabajo. El 15 de septiembre de 1933 se abre un instituto de enseñanza media en sustitución de las escuelas de la Fundación Larrea, ocupando el mismo edificio.
En 1932 se intentó el asalto al Círculo Jaimista y una huelga general.
En 1934 se incendió deliberadamente una puerta de la basílica de la Virgen de la Vega, provocando escándalo general. A finales del mismo año se intentó asaltar el cuartel de la Guardia Civil.

### Dictadura del general Franco
Durante la Dictadura del general Franco.
El [6 de enero de 1964 se realizaba el último viaje del ferrocarril Haro - Ezcaray.
En 1975 se declara el casco antiguo Conjunto Histórico-Artístico.